# Tolweg Gempol-Pandaan
De tolweg Gempol - Pandaan (Indonesisch: Jalan tol Gempol - Pandaan) is een tolweg in de provincie Oost-Java in Indonesië die loopt vanaf Gempol naar Pandaan op de route Soerabaja-Malang.
De tolweg werd op vrijdag 12 juni 2015 geopend door de Indonesische president Joko Widodo. De tolweg wordt beheerd door PT Jasa Marga en heeft 1,472 biljoen roepia (€98,2 miljoen) gekost. De 13,61 kilometer lange tolweg, die is uitgevoerd als autosnelweg, telt over de gehele lengte 2x2 rijstroken. In het noorden sluit de tolweg aan op de tolweg Soerabaja-Gempol en de in aanleg zijnde tolweg Gempol - Pasuruan (status: juni 2015, verwachte opening: augustus/september 2015). De verbinding naar Soerabaja die vanwege modderstroom Sidoarjo is omgeleid, is vooralsnog niet geheel ongelijkvloers geregeld.